# Vergeetachtige Jan
Vergeetachtige Jan (in het oorspronkelijke Engels Forgetful Jones) is een regelmatig terugkerende pop uit het televisieprogramma Sesamstraat. 
In de meeste sketches verschijnt hij samen met zijn goede vriendin Clementine (waar hij stiekem verliefd op is) en zijn paard Karel. Jan is een cowboy. De scènes waarin hij verschijnt hebben steevast een western-karakter en de liedjes die hij zingt vallen in het country-genre.
Zoals zijn naam zegt vergeet hij bijna alles. Als Clementine hem herinnert aan wat hij nu weer vergeten is, reageert hij met: "O, ja, dat was ik vergeten!"
Alhoewel de clips met Vergeetachtige Jan in de hoofdrol nog geregeld worden uitgezonden, zijn er sinds 1992, toen poppenspeler Richard Hunt overleed, geen nieuwe meer gemaakt.

## Stemacteurs
- Amerikaanse versie: Richard Hunt †
- Nederlandse nasynchronisatie: Sjef Poort †